# Clarissa dos Santos
Clarissa Cristina dos Santos (Rio de Janeiro, 10 de março de 1988) é uma jogadora de basquetebol brasileira. Titular da seleção brasileira, onde atua como pivô, é considerada uma das melhores jogadoras da atual geração.

## Carreira
Clarissa começou a praticar esportes aos 13 anos no Complexo Esportivo Miécimo da Silva em Campo Grande, zona oeste do Rio de Janeiro, e um dia, como a quadra de basquete era ao lado do campo de atletismo, onde ela praticava lançamento de disco, foi convidada para experimentar esse esporte. O basquete se tornou então, sua prioridade. Em 2005, ela integrou as equipes juvenis do Miécimo, e no ano seguinte já estava na equipe adulta do Fluminense. Clarissa destacou-se pegando rebotes. Defendendo a equipe de Catanduva, foi a principal reboteira, a jogadora mais eficiente e a atleta revelação da edição 2010-11 da Liga de Basquete Feminino (LBF). Por Americana, foi a jogadora mais eficiente das edições 2011-12 e 2013-14 e eleita a melhor jogadora das edições 2011-12 e 2012-13. Sagrou-se campeã da LBF em duas oportunidades: 2011-12 e 2013-14.

## Seleção
Pela seleção brasileira, Clarissa foi campeã do Torneio Pré Olimpico de 2011, conquistou uma medalha de bronze nos Jogos Pan-Americanos de 2011, foi campeã do Campeonato Sul-Americano de 2013 e conquistou uma medalha de bronze na Copa América de 2013, sendo eleita para a seleção do torneio.
Nos Jogos Olímpicos de Londres em 2012 foi a principal reboteira da competição. Em 2014 tornou-se bicampeã sul-americana, sendo eleita a melhor jogadora do torneio. 
Disputou ao todo 26 jogos oficiais pela seleção, anotando 312 pontos (média de 12,00 pontos por jogo) e pegando 227 rebotes (média de 8,73 rebotes por jogo). Em nove destes 26 jogos, atingiu o double-double (pontuação de dois dígitos em dois fundamentos).

## Clubes
- Miécimo da Silva
- Grajaú
- Fluminense
- Mangueira
- Vagos
- Catanduva
- Corinthians/Americana

## Participações
- 2 Campeonatos FIBA Américas: 2011 (Torneio Pré-Olímpico) e 2013 (Copa América)
- 2 Campeonatos Sul-Americanos: 2013 e 2014
- 1 Jogos Pan-Americanos: 2011
- 1 Jogos Olímpicos: 2012
- 1 Campeonato Mundial 2014